# جيم لي (مذيع أخبار)
جيم لي (بالإنجليزية: Jim Lee)‏ هو مذيع أخبار بريطاني، ولد في 21 أبريل 1953.